# Solo lei ha quel che voglio 2021
Solo lei ha quel che voglio 2021 è un singolo del gruppo musicale italiano Sottotono, pubblicato il 28 maggio 2021 come secondo estratto dal quinto album in studio Originali.

## Descrizione
Il brano rappresenta una nuova versione del singolo Solo lei ha quel che voglio, originariamente pubblicato nel 1996, e vede la partecipazione vocale dei rapper Gué Pequeno e Marracash, oltre che del cantautore Tiziano Ferro.

## Video musicale
Il video, diretto da Trilathera, è stato pubblicato il 1º giugno 2021 attraverso il canale YouTube del gruppo.

## Tracce
Testi di Massimiliano Cellamaro, Cosimo Fini e Fabio Rizzo, musiche di Massimiliano Dagani.
1. Solo lei ha quel che voglio 2021 (feat. Gué Pequeno, Marracash e Tiziano Ferro) – 4:50

## Classifiche
| Classifica (2021) | Posizione massima |
| ----------------- | ----------------- |
| Italia            | 51                |